# 社会的企業
社会的企業（しゃかいてききぎょう、social enterprise, social entrepreneurship）とは、社会問題の解決を目的として収益事業に取り組む事業体の事である。ソーシャル・ビジネスも含まれる。こうした事業を創始した実業家などを社会起業家（もしくは企業家）と呼ぶ。
狭義には行政でも非営利団体でもない事業体をとるものを指すが、広義には営利企業・非営利団体を問わない。

## 定義・形態
社会的企業は、研究者や政府の間でさまざまに定義されてきたが、その概念は米国由来のものと、欧州（とりわけ大陸欧州）由来のものとに大別できる
。コミュニティ政策の研究者である藤井敦史は、米国の社会的企業概念は一般企業とNPOの中間領域として考えることができるのに対して、欧州の社会的企業はNPOと協同組合の中間領域と考えられるとしている。
英米系の社会的企業研究学派はさらに、ドゥフルニとニッセンズによって「稼得所得学派(the "earned income" school of thought)」と「社会イノベーション学派(the "social innovation" school of thought)」の２つに分類されている。社会的企業研究は、これらに欧州系の社会的企業研究学派を併せた3つの学派に区分されることが多い。

### 米国における社会的企業
米国の社会的企業は、社会起業家による個人的な活動が中心であり、市場アプローチが重視される。米国型の社会的企業概念には、CSRを重視する一般の営利企業も含まれており、活動内容も幅広く捉えられている。営利事業体としての社会的企業は、L3C(低営利有限責任会社)やベネフィット・コーポレーションといった形態をとる場合が多い。他方で非営利セクターの活動も盛んであり、2016年においては米国のGDPのうち5.6%を非営利セクターが占めた。米国における社会的企業研究は、ビジネススクールなどの経営者を中心に行われており、概念としては1990年代にハーバード大学ビジネススクールのMBAコースで導入された。

#### 稼得所得学派
社会的企業は「非営利組織が公益的活動を果たすために、収益拡大を図って行う商業活動」とみなされる。1970年代以降の公共セクターの削減を背景に生まれ、米国の経営学を中心に発展してきた。収益源や組織に焦点を当てた考え方である。

#### 社会イノベーション学派
「社会イノベーション」と呼ばれる、社会問題に対する、社会的起業家を中心とした主体による独創的な解決策に期待し、その意義を強調する。収益源の内容よりも、個々の社会的起業家やその起業家精神、当該企業が社会に与える影響に焦点を当てている。

### 欧州における社会的企業
欧州における社会的企業の研究者ネットワークであるEMES（l'émergence des entreprises sociales en Europe）は、経済的・起業的側面、社会的側面、ガバナンス参加の側面を含む全9項目の要件から社会的企業を定義している。欧州における社会的企業の定義は、このEMESによる9つの定義が参照されることが多い。また社会的企業の活動領域は、対人社会サービスの提供と、社会的不利益者の労働市場への統合にほぼ限定される。社会的企業の性格を規定する法制度は、非営利のアソシエーションや協同組合法人が適用されることが多い。とりわけ1991年にイタリアで成立した社会的協同組合法（381号法）は各国の研究モデルとなり、欧州諸国では社会的協同組合を社会的企業の組織形態のモデルとした法整備が行われた。

#### イタリアの場合
イタリアでは1980年代から90年代にかけて第三セクターが飛躍的に成長した。
この過程において、社会的不利益者（障害者、失業者、ホームレス、移民等）に社会サービスや雇用機会を提供し、彼らの社会統合を図る「統合型協同組合」が創設された。この統合型協同組合は、1991年の381号法の導入により、「社会的協同組合」という名称で法的に認められた。イタリアの社会的協同組合は、対人社会サービスの提供を行うA型社会的協同組合と、就労困難者（障害者など）に対する雇用機会の提供を行うB型社会的協同組合とに分類されている。社会的協同組合の特質としては、複数の関係者（労働者、サービス受益者、ボランティア、出資組合員）が事業体の意思決定に参加できるというマルチ・ステークホルダー性が挙げられている。イタリアの地方自治体が福祉サービス供給をこうした民間組織に積極的に委託していることもあり、社会的協同組合は社会サービス供給の主要機関となっている。社会福祉学者の米澤旦は、イタリアのB型社会的協同組合を、労働統合型社会的企業（社会的に排除された人々の労働市場への統合を目指す社会的企業）の範疇に含まれるものとしている。

#### イギリスの場合
事業体の所有形態や管理形態そのものも、共同体を基礎にしたものが多く、またそういったものを社会的企業と考える傾向が強い。こうした事情から、協同組合、ソーシャル・ファーム (Social firm) 、従業員所有会社 (Employee ownership) 、クレジット・ユニオン (Credit union) 、開発トラスト (Development trust) 、媒介的労働市場会社 (Internal labor market) 、コミュニティ・ビジネスなども社会的企業として認知されている。

## 歴史
古くはロバート・オウエンの「ニュー・ラナーク」などの事例が存在するが、こうした事業体が注目を集めるようになったのは、1980年代以降である。レーガン政権下やサッチャー政権下で社会保障費が大幅に削減されると、それまで公的な助成金・補助金に大きく依存して運営されてきた米英のNPOは深刻な資金不足に陥った。そうした中で、従来のような内部補助（事業体のコア・ミッション以外の分野で展開される収益事業、例えば障害者施設が開催するバザーなど）としての収益事業ではなく、事業体のコア・ミッションそのものを収益事業とする事業モデルが有効な選択肢の一つとして浮上した。
こうした事業体は、営利企業の形を取るもの（グラミン銀行、ベン&ジェリーズ・ホームメイド (Ben & Jerry's Homemade) 、ザ・ボディショップ、パタゴニアなど）と、NPOの形を取る（フローレンス、コモングラウンド (Common Ground) など）、複数の企業やNPOを組み合わせたポートフォリオ形態を取るもの（ビッグイシューなど）など、形式は様々である。
また、起業に至らずとも社会的事業等を社会変革という広い範囲で捉えソーシャルイノベーションという用語も存在する。

## 特徴

### ボランティアや慈善事業との違い
社会的課題の解決を目的とする事業体という点では、社会的企業はボランティア活動やチャリティー活動と相似であるが、以下のように大きく異なる部分も存在している。例えば従来のボランティア活動やチャリティ活動は無償による奉仕や喜捨を基本としているが、社会的企業は有料のサービス提供活動による社会的課題の解決を目指す。社会的企業が提供するサービスや製品は市場において充分な競争力を求められる為、成功した社会的企業においては、商品開発や商品・サービスの品質のレベルは高い。また企業からの人材の調達も活発である。
従来のボランティア事業の中には、公的な補助金・助成金に大きく依存していた為、資金の出所である国や自治体、各種財団などの事業内容への介入が事業展開に様々な制約を与えていた場合も少なくないが、社会的企業は主な資金源が自らの事業である為、より柔軟でスピーディーな事業展開が可能である。

### 従来の企業との違い
社会的企業の中には株式会社形態を取るものも少なくないが、一般的な株式会社と社会的企業の範疇に含まれる株式会社の違いとして、常に利潤最大化行動を採るかどうかという点がある。社会的企業は社会的課題の解決をミッションとして持っている為、単なる営利企業とは異なり、自社の利潤の最大化ではなくミッションの達成を最優先する。こうした点は社会的企業の弱点ともなりうるが、逆にその社会的企業の掲げるミッションがステークホルダーの共感・賛同を得た場合には、ステークホルダーからの支援が得られる為、こうした弱点は補われる。

### 福祉政策との違い
社会的企業が追求するミッションは、政府や自治体が行う福祉政策とも重なり合う部分が大きい。しかし福祉政策は住民全体に対する公平性を確保する為、サービスの内容は最大公約数的なものとなり、細かいニーズへの対応がし辛いという弱点を持っている。また実施される福祉政策そのものも、多くの有権者が望むものが優先されがちである。社会的企業は逆に、従来の福祉からも従来の営利企業のサービス対象からもこぼれ落ちた分野に特化した事業展開を行うことで、事業を成立させる事が多い。

### 社会変革のチェンジエージェントとしての社会的企業
社会的企業は社会的課題を何らかの形で解決することにより利益を得ることを目的としたビジネスモデルを持つ。このビジネスモデルが汎用される事で、従来何らかの理由で市場に存在しない社会集団（多様性）が、新たに市場に参加する機会を増やし、また新しく市場を構築する。
例えば、女性の雇用問題を社会的課題と認識し、ロンドンでは「ビッグ・イシュー」のビジネスモデルが開発され、これは他地域・他国にも移植され、ホームレスの社会的排除を解決する手段の一つとして利用されている。また日本国内では会員制で病児の在宅一時保育を行うというNPO・フローレンスのビジネスモデルが（フローレンス代表の回顧録によれば）厚生労働省に無断で模倣され、ファミリーサポート事業や緊急サポートネットワーク事業として全国展開が図られている。

## 社会的起業家
- クリスティン・エングビグ （フィンランド人） 社会的起業家の先駆者

## 関連書籍・参考文献
- 谷本寛治『ソーシャル・エンタープライズ-社会的企業の台頭』（中央経済社、2006/1） ISBN 4502381403
- 渡邊奈々『社会起業家という仕事 チェンジメーカーII』（日経BP、2007/11/1） ISBN 4822246183
- 駒崎弘樹『「社会を変える」を仕事にする 社会起業家という生き方』（英治出版、2007/11/6） ISBN 486276018X
- 山本繁『人を助けて仕事を創る 社会起業家の教科書』（ティー・オーエンタテインメント、2010/6/5） ISBN 4904376242
- 藤田和芳『有機農業で世界を変える ダイコン一本からの「社会的企業」宣言』(工作舎、2010) ISBN 978-4-87502-433-0
- 米澤旦『現代社会政策のフロンティア④ 労働統合型社会的企業の可能性 障害者就労における社会的包摂へのアプローチ』（ミネルヴァ書房、2011）ISBN 9784623061495
- 米澤旦 『MINERVA 人文・社会科学叢書 218 社会的企業への新しい見方 社会政策のなかのサードセクター』（ミネルヴァ書房、2017） ISBN 9784623080168
- 山本隆 編著『社会的企業論 もうひとつの経済』(法律文化社、2014) ISBN 978-4-589-03628-5
- 藤井敦史「ボランタリー・セクターの再編成過程と「社会的企業」」『社会政策研究』第7巻、2007年3月、85-107頁。